# Université de Saint-Boniface

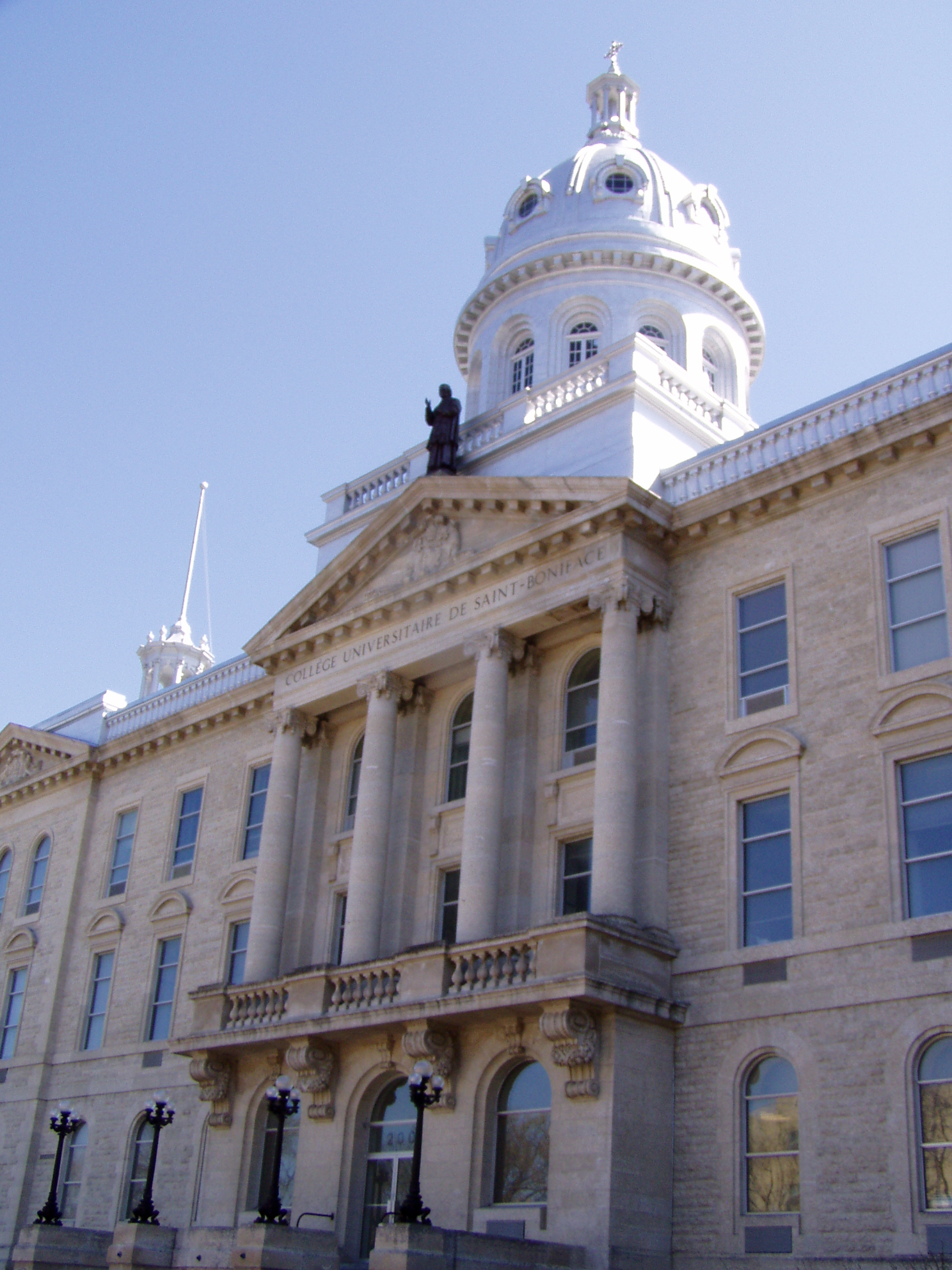
Université de Saint-Boniface

Die Université de Saint-Boniface (Abkürzung USB) ist eine staatliche Universität in Winnipeg, Manitoba, Kanada. Sie ist die einzige frankophone Universität im Westen Kanadas.
Die Hochschule wurde 1818 durch Pater Norbert Provencher gegründet. 2011 erlangte die Hochschule die Anerkennung als Universität, ist aber ein Ableger der University of Manitoba.
1500 Studenten studieren in Studienprogrammen der Kunst, Sozialarbeit, Übersetzung, Wissenschaft, Bildung, Betriebswirtschaft und Pflege. Einzigartig ist die berufsnahe Ausbildung für die Bedürfnisse des Arbeitsmarktes.